# Kirkia wilmsii
Kirkia wilmsii är en tvåhjärtbladig växtart som beskrevs av Adolf Engler. Kirkia wilmsii ingår i släktet Kirkia och familjen Kirkiaceae. Inga underarter finns listade i Catalogue of Life.